# Eutetranychus bredini
Eutetranychus bredini är en spindeldjursart som beskrevs av Baker och Pritchard 1960. Eutetranychus bredini ingår i släktet Eutetranychus och familjen Tetranychidae. Inga underarter finns listade i Catalogue of Life.